# Hansgert Peisert
Hansgert Peisert (* 30. April 1928 in Berlin; † 4. November 2011 in Bottighofen/Thurgau) war ein deutscher Soziologe, Bildungsforscher und Hochschullehrer.

## Leben und Wirken
Hansgert Peisert studierte Soziologie, Philosophie und Wirtschaftswissenschaft an den Universitäten Tübingen und anschließend an der Universität Basel, wo er 1956 mit einer Arbeit über „Mitteldeutschland 1945–1953“ promovierte. Anschließend war er in Hamburg an der Akademie für Gemeinwirtschaft tätig. Im Jahre 1960 wechselte er an die Eberhard Karls Universität Tübingen, wo er als Mitarbeiter von Ralf Dahrendorf am Aufbau des dortigen Soziologischen Seminars beteiligt war. In seiner Tübinger Zeit begann seine Schwerpunktsetzung auf den Bereich der Bildungsforschung. 1965 habilitierte sich Peisert an der Universität Tübingen. Bereits 1966 wechselte an die neu gegründete und im Aufbau befindliche Universität Konstanz, wo er Abteilungsleiter des Zentrums für Bildungsforschung wurde. 1967 wurde er zum außerplanmäßigen Professor ernannt. 1991 trat er in den Ruhestand.
Neben der empirischen Bildungsforschung widmete sich Peisert auch der Hochschulforschung, insbesondere der internationalen Kooperation sowie der Auswärtigen Kulturpolitik.

## Veröffentlichungen (Auswahl)
- Soziale Lage und Bildungschancen in Deutschland (= Studien zur Soziologie, Bd. 7). Piper, München 1967 (= Habilitationsschrift Universität Tübingen).
- (Hrsg., mit Ralf Dahrendorf): Der vorzeitige Abgang vom Gymnasium. Studien und Materialien zum Schulerfolg an den Gymnasien in Baden-Württemberg 1953–1963 (= Schriftenreihe des Kultusministeriums Baden-Württemberg ..., Reihe A, Bd. 6). Neckar-Verlag, Villingen 1967.
- Auswärtige Kulturpolitik der Bundesrepublik Deutschland. Gutachten im Auftrag des Auswärtigen Amtes. Konstanz 1971.
- Auswärtige Kulturpolitik der Bundesrepublik Deutschland. In: Die Dritte Welt, Sonderheft 1972, S. 117–143.
- (mit Gerhild Framhein): Deutsche Kulturpolitik in Japan – Modell für ein deutsch-japanisches Zentrum in Tokyo. Gutachten im Auftrag des Auswärtigen Amtes. Konstanz 1974.
- Student in Konstanz. Standort, Einzugsbereich und Motive für das Studium an einer neuen Universität. Universitätsverlag, Konstanz 1975, ISBN 3-87940-099-7.
- (mit Gerhild Framhein-Peisert): Abiturienten und Auslandsstudium. Eine Untersuchung über Motive und Bedingungen für ein Auslandsstudium. Konstanz 1977.
- (mit Gerhild Framhein-Peisert): Systems of higher education: Federal Republic of Germany. International Council for Educational Development. Interbook Inc., New York 1978.
- (mit Gerhild Framhein-Peisert): Das Hochschulsystem in der Bundesrepublik Deutschland. Funktionsweise und Leistungsfähigkeit. Klett-Cotta, Stuttgart 1979, ISBN 3-12-911880-2 (2. erw. Aufl. 1980).
- (mit Gerhild Framhein-Peisert und Jürgen Doeblin): Hochschule und Staat. Kooperationsprobleme zwischen Universitäten und Wissenschaftsverwaltung [Eine empirische Studie] (= Bildung in neuer Sicht, Bd. 41). Neckar-Verlag, Villingen-Schwenningen 1980, ISBN 3-7883-0744-7.
- (Hrsg.): Abiturienten und Ausbildungswahl. Beltz, Weinheim 1981, ISBN 3-407-58105-X.
- (Hrsg.): Eine empirische Untersuchung im Wintersemester 1982/83 (= Studiensituation und studentische Orientierung, Bd. 1 / Studien zu Bildung und Wissenschaft, Bd. 5). Bock, Bad Honnef 1984, ISBN 3-87066-584-X.
- (Mitautor): Regionale Hochschulplanung unter veränderten Verhältnissen. Vincentz, Hannover 1984, ISBN 3-87870-754-1.
- Studiensituation und studentische Orientierung an Universitäten und Fachhochschulen (Bd. 2) (Studien zu Bildung und Wissenschaft, Bd. 59). Bock, Bad Honnef 1988, ISBN 3-87066-655-2.
- (mit Gerhild Framhein-Peisert): Das Hochschulsystem der Bundesrepublik Deutschland. Struktur und Entwicklungstendenzen. Bock, Bad Honnef 1990, ISBN 3-87066-686-2 (Neuauflage 1994).
- Wanderungen zwischen Wissenschaft und Politik. Biographische Notizen über R. D. In: ders. (Hrsg.): Gesellschaft, Demokratie und Lebenschancen. Festschrift für Ralf Dahrendorf. Deutsche Verlagsanstalt, München 1994, S. 3–42, ISBN 3-421-06670-1.
- (mit Gerhild Framhein-Peisert): Das GUS-Sonderprogramm des DAAD, 1989–93. Studierende der Wirtschaftswissenschaften. Beschreibung, Evaluation, Empfehlungen. DAAD, Bonn 1994, ISBN 3-87192-541-1.
- Sozialforschung an der Universität. Berufserfahrungen im Rande der Profession. In: Karl Martin Bolte (Hrsg.): Soziologie als Beruf. Erinnerungen westdeutscher Hochschulprofessoren der Nachkriegsgeneration (= Soziale Welt, Sonderband 11). Nomos, Baden-Baden 1998, S. 193–208, ISBN 3-7890-5453-4.